# Haplolobus ledermannii
Haplolobus ledermannii är en tvåhjärtbladig växtart som först beskrevs av Carl Karl Adolf Georg Lauterbach, och fick sitt nu gällande namn av Herman Johannes Lam. Haplolobus ledermannii ingår i släktet Haplolobus och familjen Burseraceae. Inga underarter finns listade i Catalogue of Life.